# Saboba

Saboba är en ort i nordöstra Ghana, nära Otifloden och gränsen mot Togo. Den är huvudort för distriktet Saboba, och folkmängden uppgick till 6 209 invånare vid folkräkningen 2010.